# اس‌اس نارنیک
اس‌اس نارنیک (به انگلیسی: SS Naronic) یک کشتی بود که طول آن ۴۷۰ فوت (۱۴۳٫۳ متر) بود. این کشتی در سال ۱۸۹۲ ساخته شد.